# Yasmin Karssing
Yasmin Karssing (Heerlen, 5 april 1994) is een Nederlandse actrice, zangeres en presentatrice.
In 2005, op 11-jarige leeftijd, stond ze op het nationale podium in haar rol als Tessie in de musical Annie, geproduceerd door V&V Entertainment. In 2006 prolongeerde ze haar deelname als Duffy in het Efteling Theater. Na haar deelname aan musical Pinokkio en de bijbehorende tiendelige tv-serie speelde ze de rol van Pepper in de Vlaamse tour van musical Annie, ditmaal voor producent Music Hall. In 2008 deed ze samen met haar musicalvriendinnen mee aan het Junior Songfestival als meidengroep RReADY. Ze speelde onder andere in films en series als Renesse, Flikken Maastricht, F*ck de Liefde en Baantjer: het begin en deed mee aan Temptation Island VIPS in 2019.
In 2019 startte ze een solo-zangcarrière, onder haar artiestennaam 'Yazzie' met haar eerste single Dronken van Liefde, opgevolgd door de akoestische versie van het nummer in 2020, eveneens als haar cover-EP Rooftop Sessions Vol. 1 waar ze drie liedjes covert van respectievelijk Ariana Grande, Ed Sheeran en Demi Lovato. In april 2025 vertolkte ze de rol van Shirley in de Netflix-film iHostage.
Ze heeft een relatie met regisseur Arne Toonen.

## Filmografie

### Film
- 2001: Saint Amour, als bruidsmeisje
- 2016: Renesse, als Rosalie
- 2017: Gek van geluk, als serveerster
- 2018: Next, als Saba
- 2018: Rompis, als Yasmin
- 2018: Dating Dalila, als Roos
- 2019: F*ck de Liefde, als echtgenote Rachida
- 2020: Opbouwende kritiek, als Frederique
- 2020: Casanova's, als brunette
- 2021: Meskina, als Alicia X
- 2021: Hector, als Amber
- 2021: Liefde zonder grenzen, als huiskoopster
- 2021: Otto, als geest
- 2022: Samen, als vrouw
- 2024: De mannenmaker, als verkoopster
- 2025: iHostage, als Shirley

### Televisie
- 2015: 't Schaep met de 5 pooten, als make-up artiest
- 2018: Flikken Maastricht, als Violete Marinow
- 2018: De pepernoten club, als Luisterpiet
- 2019: Dit zijn wij, als model
- 2020: Baantjer: het begin, als prostituee
- 2021: Flikken Rotterdam, als Lisette Graafsma
- 2022: Atlanta, als huilend meisje
- 2022: Tropenjaren, als Kim